# Vižintini Vrhi
Vižintini Vrhi is een plaats in de gemeente Oprtalj in de Kroatische provincie Istrië. De plaats telt 34 inwoners (2001).